# Tim Landers
Tim Landers (ur. 1 listopada 1956 w Taunton) – amerykański muzyk i producent muzyczny. Gra na gitarze basowej. Współpracował jako muzyk sesyjny między innymi z Tracym Chapmanem, Tori Amos, Vital Information, Crimson Jazz Trio, Lee Ritenourem i Loreeną McKennitt.

## Życiorys i kariera muzyczna
Tim Landers w dzieciństwie grał na gitarze, perkusji i fortepianie. Mając 13 lat zagrał (za namową przyjaciela) na basie w szkolnym big bandzie. Jako basista kontynuował grę w różnych lokalnych zespołach, po czym przeniósł się do Bostonu, by tam grać ze znaczącymi muzykami jazzowymi i rockowymi.
W 1975 roku uczęszczał do Brockton High School. W latach 1976–1978 studiował grę na basie na Berklee College of Music. Później przeniósł się do Nowego Jorku, gdzie mieszkał przez kolejne sześć lat grając i nagrywając z takimi muzykami jak: Al Di Meola, Billy Cobham, Mike Stern, Gil Evans, Michael Brecker, Tiger Okoshi czy Bill Frisell. W 1984 roku przeniósł się do Los Angeles, gdzie szybko stał się jednym z najlepszych basistów sesyjnych. Nagrywał z takimi artystami jak: Tori Amos, Vince Neil, Tracy Chapman, Lee Ritenour, Dave Grusin, Vinnie Colaiuta, Tom Scott, John Tesh, Al Stewart, Vital Information, Beyoncé, Gladys Knight, Taylor Hawkins i Loreena McKennitt i innymi.
W maju 2005 roku wspólnie z perkusistą Ianem Wallace’em i pianistą Jodym Nardonem utworzył zespół Crimson Jazz Trio, którego celem było interpretowanie utworów King Crimson na sposób jazzowy. Zespół nagrał dwa albumy: King Crimson Songbook Volume One i King Crimson Songbook Volume Two. W lutym 2007 roku, po śmierci Wallace’a zespół zaprzestał działalności.
Jest wykładowcą na Los Angeles College of Music.

## Życie prywatne
Jest żonaty, ma dwie córki.

## Dyskografia sesyjna (wybór)
Na podstawie strony muzyka w Discogs:

- Get Wet (z Wet, 1980)
- Live At The Public Theater (New York 1980) (z Gilem Evansem, 1980)
- Live At The Public Theater (New York 1980) Vol. 2 (z Gilem Evansem, 1980)
- Splendido Hotel (z Alem Di Meolą, 1980)
- Live: Flight Time (z Billym Cobhamem, 1981)
- Stratus (z Billy Cobham’s Glass Menagerie, 1981)
- Observations & (z Billy Cobham’s Glass Menagerie, 1982)
- Smokin' (z Billy Cobham’s Glass Menagerie, 1983)
- Vital Information (ze Steve’em Smithem i Vital Information, 1984)
- Orion (ze Steve’em Smithem i Vital Information, 1984)
- Lights On Broadway (z Barrym Finnertym, 1985)
- No Easy Way Out (z Robertem Tepperem, 1986)
- Gil Evans And His Orchestra (z Gil Evans And His Orchestra, 1986)
- All For Love (z Princess, 1987)
- Portrait (z Lee Ritenourem, 1987)
- Y Kant Tori Read (z Y Kant Tori Read, 1988)
- Last Days Of The Century (z Alem Stewartem, 1988)
- Tour De France: The Early Years (z Johnem Teshem, 1990)
- The Games (z Johnem Teshem, 1992)
- Winter Song (z Johnem Teshem, 1993)
- Monterey Nights (z Johnem Teshem, 1993)
- Famous Last Words (z Alem Stewartem, 1993)
- Vinnie Colaiuta (z Vinniem Colaiutą, 1994)
- The Living Sea (Soundtrack From The IMAX Film) (ze Stingiem, 1995)
- Avalon (z Johnem Teshem, 1997)
- Billy Cobham’s Glass Menagerie (DVD, 2002)
- A Deeper Faith (z Johnem Teshem, 2002)
- Along The Way (z Brianem Hughesem, 2003)
- King Crimson Songbook Volume One (z Crimson Jazz Trio, 2005)
- World Of Brazil (z Lee Ritenourem, 2005)
- An Ancient Muse (z Loreeną McKennitt, 2006)
- Nights from the Alhambra (z Loreeną McKennitt, 2007)
- King Crimson Songbook Volume Two (z Crimson Jazz Trio, 2009)
- A Moveable Musical Feast: A Tour Documentary (z Loreeną McKennitt, DVD, 2008)
- A Midwinter Night’s Dream (Special Limited Edition 2008-2009) (z Loreeną McKennitt, DVD, 2008)
- Not From Here (z Ganninem Arnoldem, 2010)
- Glass Menagerie (z Billym Cobhamem, 2015)
- Time Lapse Photos: The Crosswinds Project (z Billym Cobhamem, 2019)